# トナカテクトリ

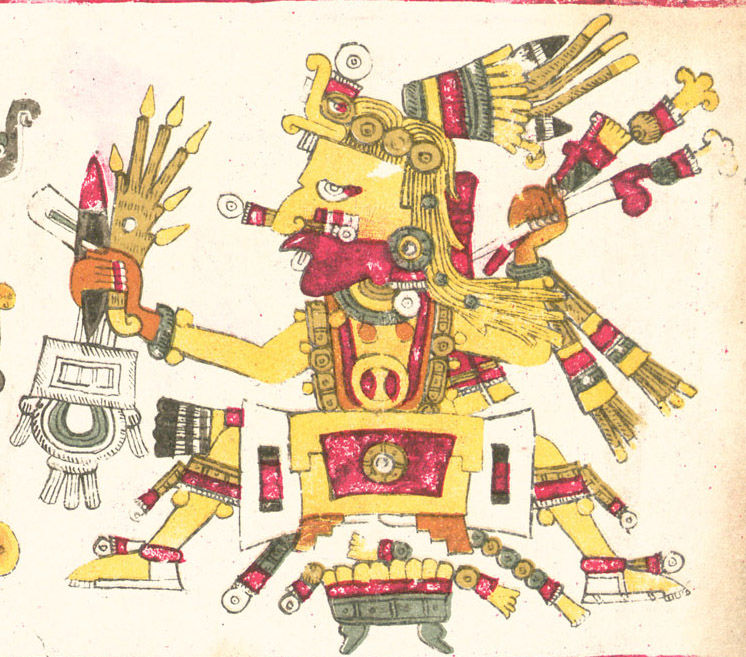
ボルジア絵文書p.61よりトナカテクトリ

トナカテクトリ（Tonacatecuhtli）は、アステカ神話に登場する創造神・原初の神で、妻のトナカシワトルとともに誕生と生産を司る。

## 特徴
トナカテクトリという語はナワトル語で to-（我々の）、naca(tl)「肉、食べ物」、tecuhtli「主」から構成され、「我々の食物の主」を意味する。
トナカテクトリは老いた創造神として表され、誕生・創造・火・トウモロコシと関係する。これらの特徴はマヤ神話のイツァムナーと共通している。ボルジア絵文書とバチカン絵文書Bでは、トナカテクトリは根元の部分が頭になった花の咲く木とともに現れ、これもイツァムナーと共通する。
トナカテクトリは子供の誕生と関係する。バチカン絵文書Aによれば、トナカテクトリとその妻のトナカシワトルは13層からなる天の一番上にあるオメヨカンに住み、そこから地上に霊を降ろすことによって人間の子供が生まれる。
1530年代に書かれた『絵によるメキシコ人の歴史』によれば、トナカテクトリとトナカシワトルは赤いテスカトリポカ、黒いテスカトリポカ、ケツァルコアトル、ウィツィロポチトリの4神を生んだ。600年後に彼らは新しい世界を創造した。
暦の上ではトナルポワリの20日周期の最初であるワニ（シパクトリ（英語版)）の日を司り、またトレセーナの最初である「1のワニ」を司る。これらは始原の神としてのトナカテクトリにふさわしい。ボルジア絵文書においてしばしばトナカテクトリはカイマンの皮を着ており、さらにトナカテクトリ自身がカイマンとして表されていることもある。